# Glen Trifiro
Glen Joseph Trifiro (Sydney, 10 luglio 1989) è un calciatore australiano con origini italiane, centrocampista del Sydney United.

## Biografia
Glen è il fratello dell'ex centrocampista del Melbourne City, Jason Trifiro.

## Caratteristiche tecniche
Con piede destro preferito, generalmente gioca come centrocampista centrale, sebbene in alcune partite sia stato adattato come trequartista o centrocampista di destra.

## Carriera
Dopo aver giocato per diversi anni nelle giovanili di vari club australiani professionistici, nel 2009 Trifiro viene prelevato dal Sydney United (squadra che milita nella massima serie statale del Nuovo Galles del Sud) anche se nella stagione successiva verrà subito ceduto alla squadra semi-professionistica del Canterbury Bankstown, squadra con cui farà fatica a lasciare il segno.
Diversamente, invece, va la sua avventura nella squadra del Northcote City, aiutando la squadra dello stato della Victoria a vincere la competizione più importante dello stato australiano, la Mirabella Cup. Nella finale di coppa, la modesta formazione, che allora militava nella serie B victoriana, riesce a strappare un secco 2-0 contro la favorita della competizione, il Melbourne Knights, che invece militava nella serie victoriana appena superiore. Una delle due reti che porteranno alla vittoria del Northcote è siglata proprio dallo stesso Glen Trifiro.
Dopo i fasti del Northcote, il giocatore verrà acquistato nel 2012 dal South Melbourne, squadra che milita nella massima del campionato dello stato della Victoria; segnerà una sola rete in 22 presenze. Ritornerà quindi nel 2013 nel Sydney United con cui, a parte una piccola parentesi tra la seconda metà del 2014 e la prima metà del 2016 coi Central Coast Mariners (Trifiro era stato offerto in prestito ai Mariners e riscattato poi nella stagione successiva) nella A-League, proseguirà la sua carriera.
Trifiro è diventato il primo marcatore di Coppa FFA per i Mariners nell'agosto del 2014, segnando l'unico goal della partita contro i South Coast Wolves.